# David Gurle
David Gurle es un empresario e ingeniero francés, acreditado como uno de los pioneros de las comunicaciones IP. Fue director general de Symphony Communication Services, LLC..

## Educación y vida tempranas
Hijo de un diplomático francés, David pasó su infancia entre Turquía, Siria y Líbano. Su madre, periodista de la BBC, también trabajó para el servicio secreto británico. Su familia se instaló en Cannes cuando él tenía 13 años. Estudió ingeniería en ESIGETEL.

## Carrera
En 2014, David Gurle fue nombrado director general de Symphony, tras la adquisición de Perzo, una start-up que fundó en Palo Alto (California) a finales de 2012. Perzo era una plataforma de mensajería móvil y web que encriptaba cada mensaje de extremo a extremo mediante un sistema de cifrado de tres capas. El modelo de seguridad de Perzo se basaba en claves de cifrado controladas por el cliente para las empresas que necesitan mantener el control y la confidencialidad de sus comunicaciones. La plataforma también mantenía el cumplimiento de las leyes de privacidad y diversas normas reguladoras.
Antes de Symphony, David fue director general y vicepresidente de la unidad de negocio de Skype.
En 2003, como director global de servicios de colaboración en Reuters, David y su equipo convirtieron Reuters Messaging en un servicio de comunicaciones unificadas. David conectó Reuters Messaging con otras comunidades con la intención de mejorar la productividad del flujo de trabajo de los trabajadores de la información financiera.
Tras incorporarse a Microsoft en 1999, David Gurle fundó la unidad de negocio de Comunicaciones en Tiempo Real de Microsoft, que dirigió durante tres años. Supervisó el desarrollo de los productos de colaboración de la empresa, como NetMeeting, Windows Messenger, Exchange IM, Exchange Conferencing Server, Live Communications Server y Office Communications Server. Durante su estancia en Microsoft, David fue coautor de varios estándares de la Internet Engineering Task Force para presencia y mensajería instantánea para SIP.

## Honores
En 2016, David ocupó el puesto 97 en "The New Establishment", el "ranking anual de Vanity Fair sobre los peces gordos de Silicon Valley, los magnates de Hollywood, los titanes de Wall Street y los iconos culturales"

## Publicaciones
2007
L'essentiel de la VoIP - 2ème édition
2005
Telefonía de IP: Paquete-Sistemas de Comunicaciones Multimedia basados
IP Telephony: Deploying Voice-over-IP Protocols by Olivier Hersent (2005-03-11)
Beyond VoIP Protocols: Understanding Voice Technology and Networking Techniques for IP Telephony
L'essentiel de la VoIP
2004
La voix sur IP Codecs, H.323, SIP, MGCP, déploiement et dimensionnement